# Велика Бердичівська вулиця (Житомир)
Вели́ка Берди́чівська ву́лиця — одна з найдавніших вулиць міста Житомира.

## Розташування
Знаходиться у центрі Житомира та в районі Путятинки і Смолянки.

## Історія
Виникла не пізніше XVII ст. як шлях, що вів із Житомирського замку в напрямку c. Станишівки, а далі — через Тетерів — у напрямку Бердичева. У XVIII ст. була відома під назвою Великий Станишівський Шлях.
Забудова почалась у центральній частині міста та поступово просувалася у східному напрямку і в основному сформувалася на початку ХХ ст. у тому вигляді, в якому є і сьогодні (окрім сучасних повоєнних будівель). Починається від Соборного майдану і закінчується на Смолянському майдані, проходить через майдан Корольова. Довжина 3,2 км.
У 1781 р. вулиця закінчувалась на межі сучасного майдану Корольова. Чіткої лінії забудови не було, в окремих місцях ширина вулиці сягала 85,5 м. У 1852 р. фактична забудова вулиці закінчувалася на межі сучасної вул. Шевченка, а вже наприкінці 1850-х років міська межа перемістилася до району сучасної міської лікарні № 1. У 1882 р. було побудовано Бердичівське шосе, яке напряму зв'язало Житомир із Бердичевом, минаючи Станишівку і Кодню. Відтоді роль частини вулиці Великої Бердичівської на відтинку між нинішніми вул. Льва Толстого і Смолянським майданом, стала другорядною, що вплинуло на її забудову. Й досі тут збереглися маленькі будиночки, що є характерним для вулиць передмістя.
Наприкінці XVIII — на початку ХХ ст. називалася вулицею Українською. Назва пояснюється тим, що за часів перебування міста під Річчю Посполитою польські можновладці вважали, що Україна розпочинається на південь від Тетерева і дали вулиці відповідну компасну назву, підкреслюючи тим самим, що Житомир ще знаходиться у Польщі. З укріпленням російської влади на Волині й офіційним затвердженням Житомира губернським центром (1804 р.) вулиця дістала нову «нейтральну» назву (компасний топонім) Велика Бердичівська (вперше в документах зустрічається у 1830-х роках).
Прикметник «велика» означав, що була ще й Мала Бердичівська. У 1919 р. тимчасово носила назву вулиця Петлюри (був також інший варіант — вулиця Квітки-Основ'яненка). З 1920 по 1990 рік вулиця Велика Бердичівська називалася вулицею Карла Маркса (у період німецько-фашистської окупації з 1941 по 1943 роки називалася вулицею Гімлера (1941 р.), з 1942 по 1943 рр. — Головною). У радянський період вулиця топографічно в міру розширення міської межі «приєднувала» до себе самостійні вулиці, які були її продовженням в напрямку Станишівки, а згодом і нові вулиці, що вели у Східний промвузол. У 1957 р. до неї влилися і перестали існувати вулиця Липки, Перша та Друга Смолянка; у 1971 р. — хутір Солдатська Слобідка, с. Станишівський Поруб (тодішня головна вулиця села — Леніна) та безіменна дорога на Слободу-Селець.
Наприкінці 1980-х років вул. Карла Маркса «дотягнулася» до заводу силікатних виробів, хоча він фактично вже знаходився на зовсім іншій вулиці — Промисловій. Тоді формальна довжина вул. Карла Маркса сягнула 9,2 км. Під час початку упорядкування топонімічного ландшафту Житомира, у 1991 р. вулиці Карла Маркса було повернуто її попередню назву Велика Бердичівська в межах, у яких вона була такою у 1920-х роках (виняток становить частина вулиці між вул. Льва Толстого і Смолянським майданом, яку вирішили не дрібнити, тому і не повернули шматочкам цього великого кварталу двох старих назв: вулиці Липки і 1-ша Смолянка). Інші самостійні частини вул. Карла Маркса були відповідно названі: вулиця Івана Гонти і вулиця Слобідська. Ці три вулиці розділяють майдани: Смолянський та Станишівський, які існували і раніше, але були безіменними.
З 1958 по 1974 рр. трамвайний рух здійснювався лише на відрізку Великої Бердичівської між вул. Льва Толстого і Смолянським майданом. У 1974 р. цю останню ділянку трамвайної лінії було теж демонтовано. У 1966 р. на вулиці Великій Бердичівській було відкрито тролейбусний рух.

## Будівлі

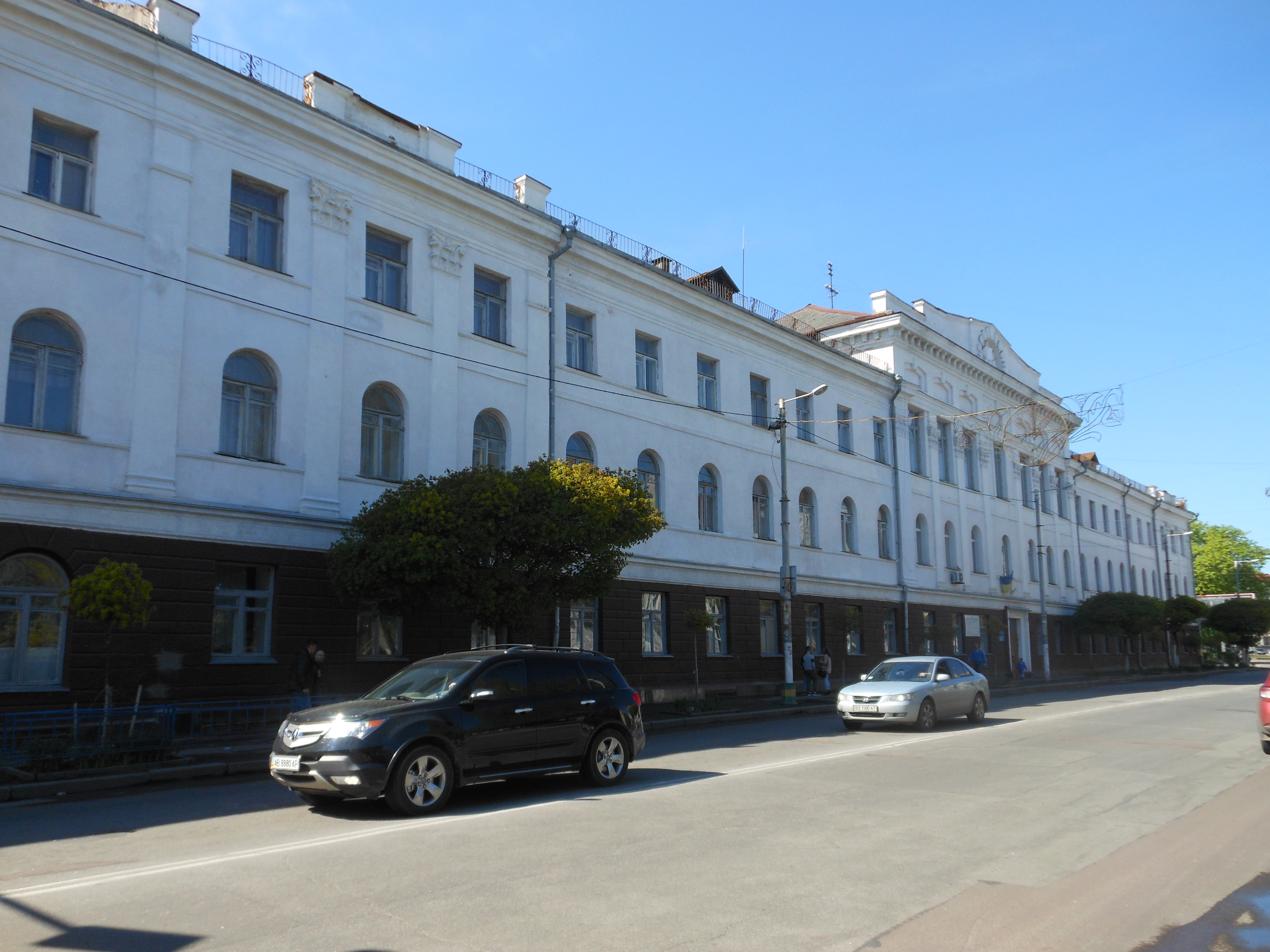
Будинок Житомирського автомобільно-дорожнього коледжу

### Велика Бердичівська, №2
Будинок Житомирського автомобільно-дорожнього коледжу Національного транспортного університету
Будинок має статус пам'ятки архітектури.
З 1870 по 1917 роки в будинку розміщувалось Волинське губернське казначейство. Тут працював фінансист та громадський діяч Ілля Бруховський, бував його син відомий краєзнавець-натураліст Всеволод Бруховський (1890—1969). 

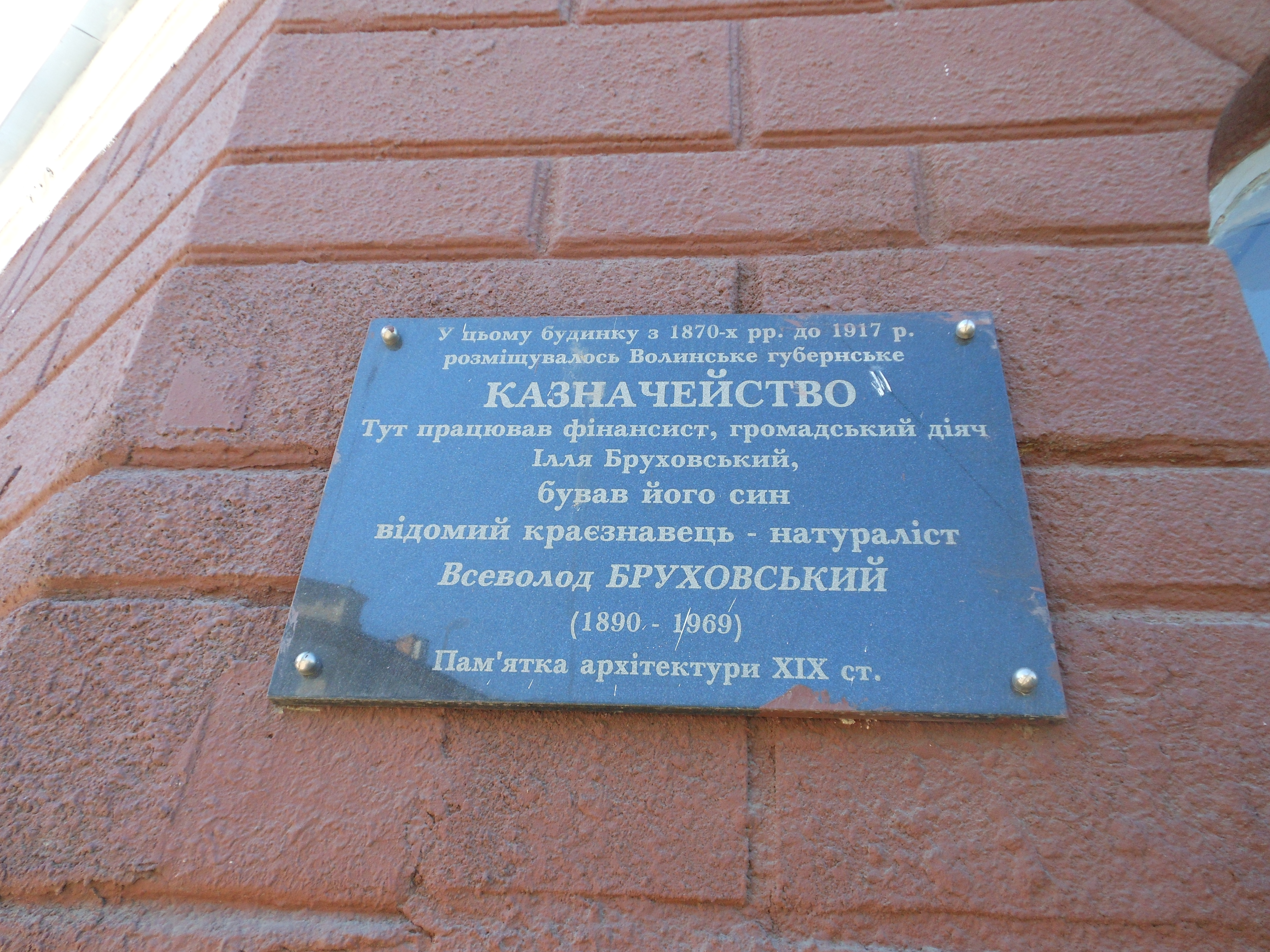
Пам'ятна дошка на будинку № 2

### Велика Бердичівська, №6
Будинок волинського губернського правління
Триповерховий, цегляний будинок в центральній частині міста. Побудований у 1854 р. і використовувався для розміщення Волинського губернського правління та губернської друкарні. У правлінні працювали Іван Якович Рудченко (Іван Білик), український письменник і фольклорист, чиновник з особливих доручень (1875—1878), брат українського письменника Панаса Мирного, та автор першого українського словника прислів'їв «Українські приказки, прислів'я і таке інше» (1864), Симонов Матвій Терентійович (Микола Номис). У 1917 р. в ньому розміщувалися Волинська Українська Рада, редакція першої в Житомирі української газети «Громадянин». У підвальному поверсі будинку, а згодом у його подвір'ї, діяла Волинська губернська друкарня. Будинок зберіг первісний зовнішній вигляд.

### Велика Бердичівська, № 13

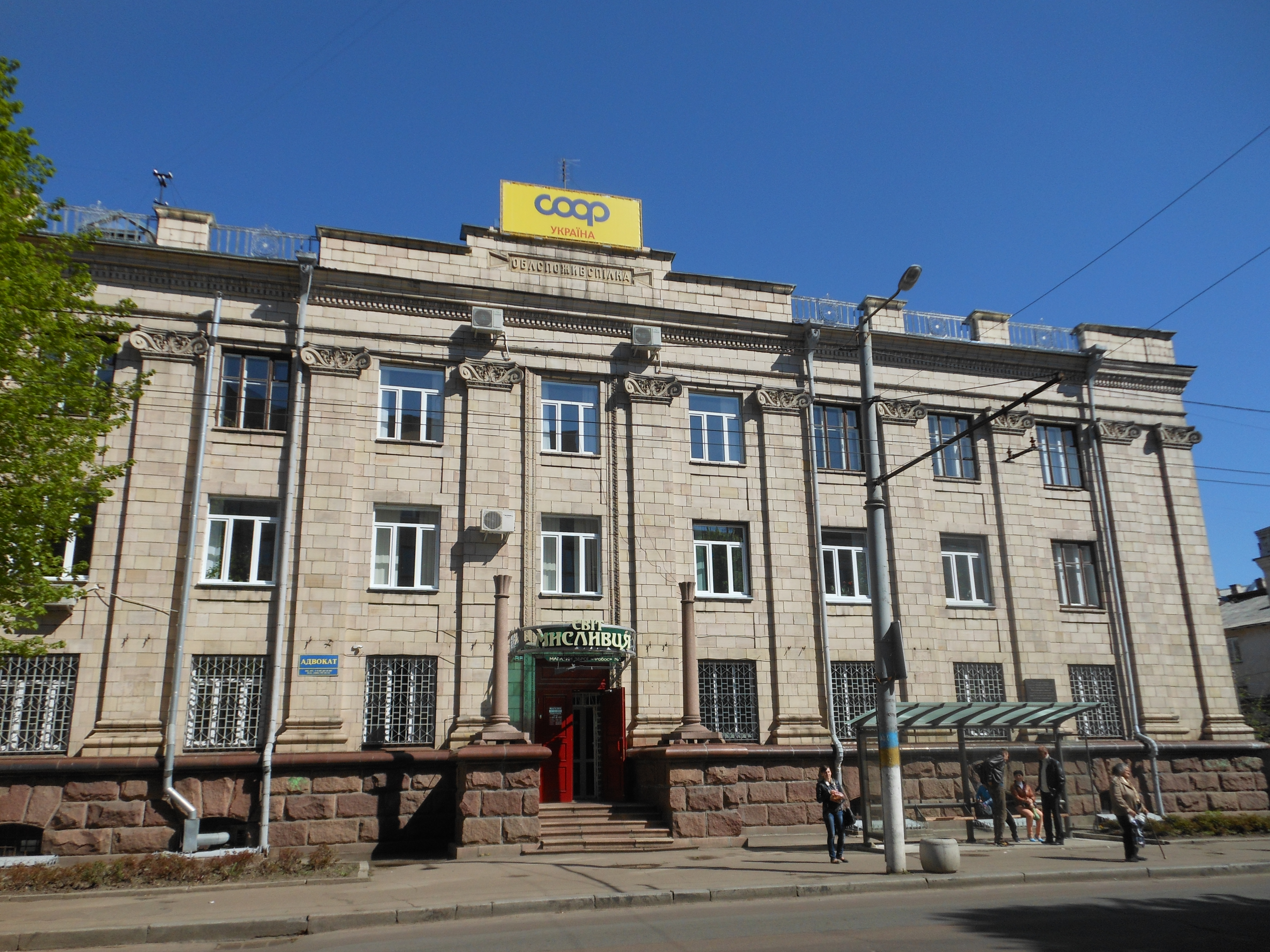
В. Бердичівська 13

### Велика Бердичівська, №15/1
Центральна частина міста: Велика Бердичівська на розі з Михайлівською вулицею. У кінці XIX століття в цій будівлі знаходилася контора і склад фотографічного приладдя відомого видавця житомирських поштових листівок Г. Лейбенгарца, акціонерне товариство «ГРАМОФОН», а також багато інших контор. В 1907 році в цьому будинку відкрилося Житомирське комерційне училище. Його директором в 1910—1920 роках був Микола Леонтійович Лятошинський, батько відомого композитора Бориса Лятошинського.

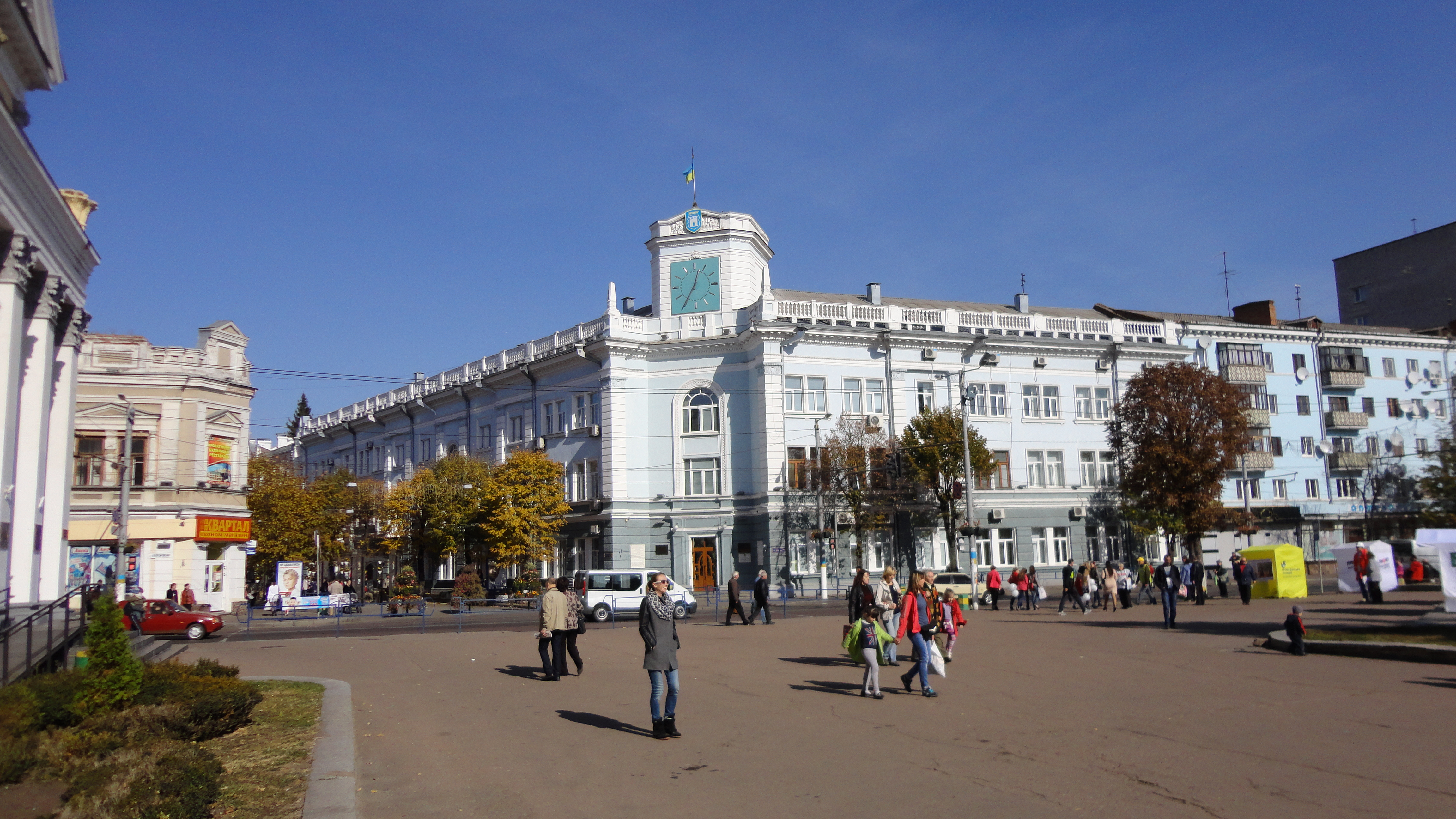
Міська рада, Житомир

### Майдан Корольова, №4/2

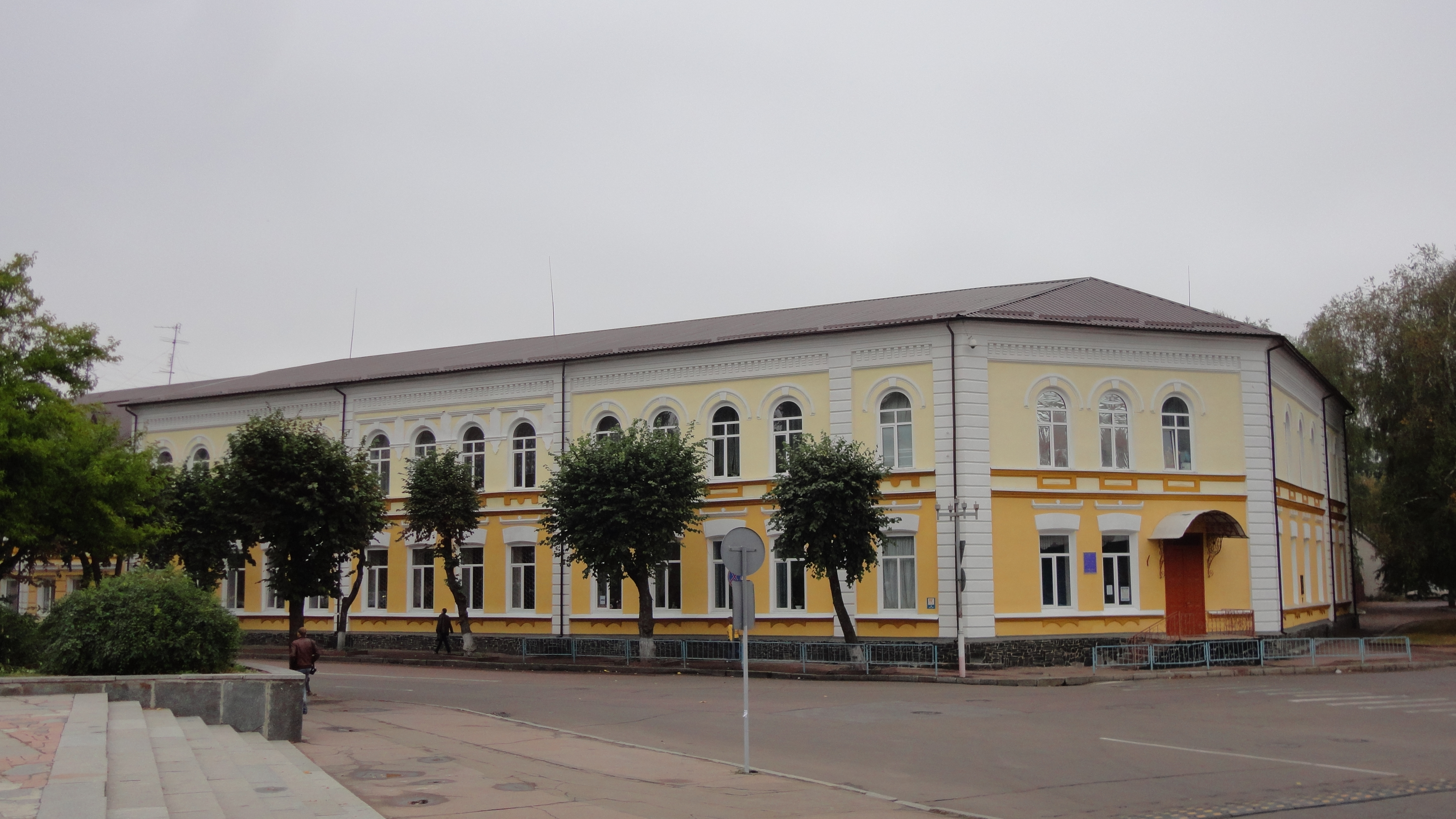
Міський центр дитячої творчості, Житомир

Будинок Товариства взаємного кредиту
Центральна частина міста: Майдан Корольова на розі з Михайлівською вулицею. Триповерховий, цегляний будинок, складається з двох симетричних частин: лівобічна виходить на Михайлівську вулицю, а правобічна — на майдан Корольова. Побудований в 1900 р. для Товариства взаємного кредиту у стилі модернізованого бароко. В лівобічній частині розташовувались в орендованих приміщеннях (1913–1914) музичні класи Житомирського артистичного товариства, в яких з 1906 по 1910 навчався Скорульський Михайло Адамович. У класах навчався також майбутній український композитор Б. М. Лятошинський. У залі Товариства взаємного кредиту 20 травня 1903 р. виступав Ф. І. Шаляпін (тепер тут сесійний зал міської ради). В 1922 р. тут відбулась прем'єра п'єси Івана Кочерги, який тоді жив і творив у Житомирі «Зубний біль сатани». У роки Другої світової війни будинок був частково пошкоджений. У 1950-х pp. перепланований, реконструйований, надбудований третім поверхом, з'єднаний новою фасадною стінкою з сусідніми будівлями, що існували до 1941 р. як самостійні. З 1959 тут знаходиться міська рада.

### Майдан Корольова, №10
Будинок Житомирської Маріїнської гімназії
Будинок складається з двох частин: основної і прибудови. Основна — дво- та триповерхова (з двору), цегляна, побудована як прибутковий будинок у середині XIX ст., винаймалася губернською поштовою конторою. У січні 1875 р. будинок придбано Маріїнською жіночою гімназією. Це був єдиний до кінця XIX ст. у Волинській губернії жіночий середній навчальний заклад. В гімназії у 1900-х рр. викладав співи житомирський музичний діяч, музичний етнограф М. П. Гайдай — батько української співачки, народної артистки СРСР З. М. Гайдай (1902—1965), яка навчалась тут у 1912 р. Вихованками гімназії були також сестри Лесі Українки — Ніна та Ольга Косачі, природознавець М. Н. Копачевська, поетеса Вероніка Морозівна (В. Я. Морозова), мати Святослава Ріхтера — Г. П. Москальова. У 1919 гімназію було закрито. У її приміщенні розташувався перев'язочний пункт 44-ї стрілецької дивізії, в якому 18 серпня 1919 р. помер командир Таращанської бригади 44-ї дивізії В. Н. Боженко. У наступні роки в будинку знаходилась школа партійно-радянського будівництва, потім — одна з міських шкіл, школа-інтернат, Корольовський райвиконком, з 1983 — міський центр дитячої творчості та дитяча картинна галерея.

### Велика Бердичівська, №32

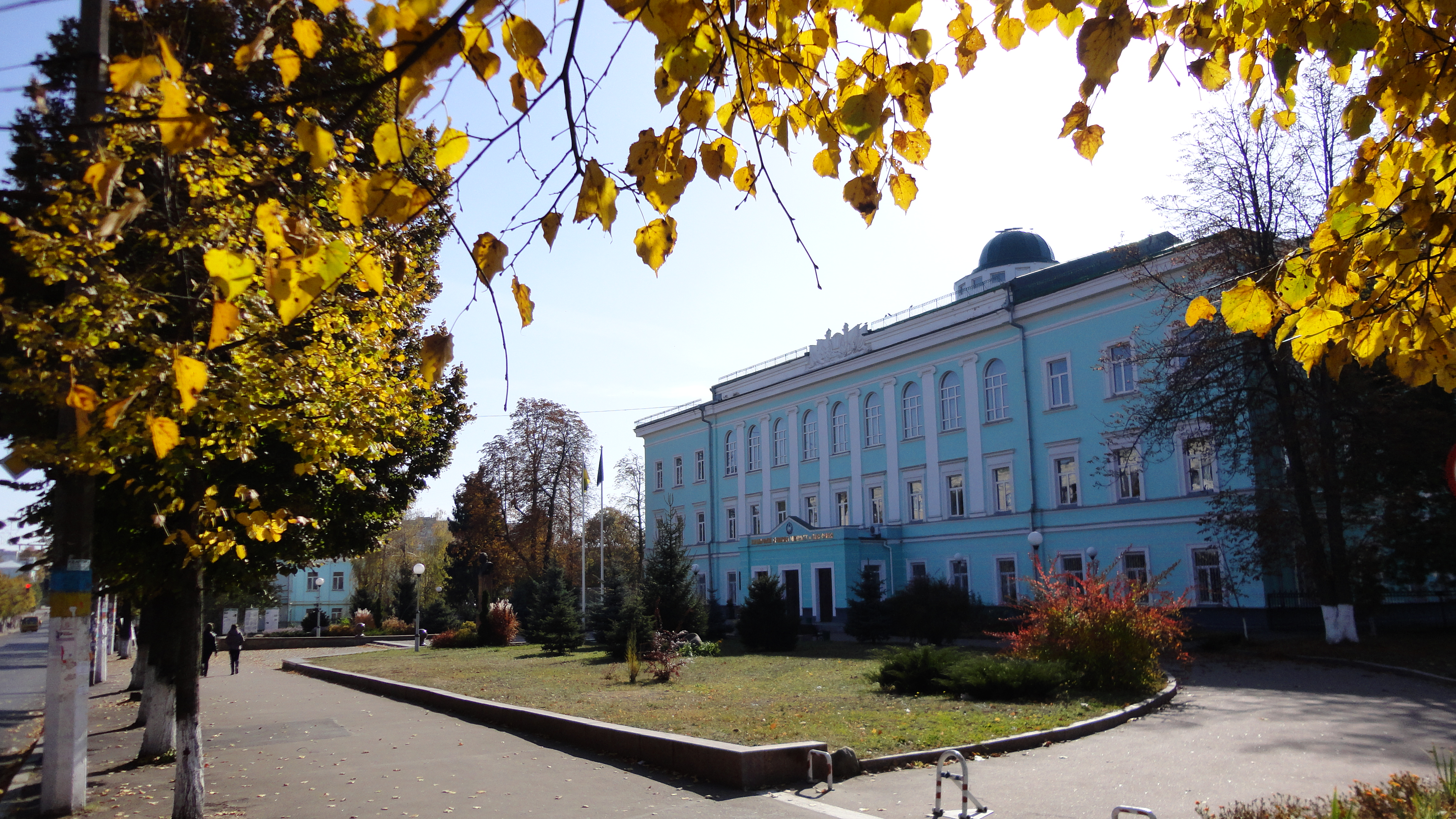
Житомирський державний університет ім. Франка, Житомир

Будинок Дворянського зібрання
Центральна частина міста. Двоповерховий, цегляний будинок, збудований в другій половині XIX ст. спеціально для Дворянського зібрання. Стіни прикрашало фігурне ліплення, яке не збереглося до наших днів. Будинок мав великий балкон по центру, на першому й другому поверсі були великі зали. Зазнав руйнації у 1944 р. під час визволення Житомира, збереглися тільки стіни. Під час відбудови з'явився третій поверх, залишилася актова зала на другому поверсі. В даний час будинок займає поліклініка № 1 Корольовського району Житомира.

### Велика Бердичівська, №40
Комплекс будівель Житомирської чоловічої гімназії
Головним фасадом виходить на вул. В. Бердичівську. Побудований у 1862 р. для Житомирської чоловічої гімназії, яка розміщувалася в ньому до закриття в 1918. В наступні роки (1862–1964) зліва і справа на відстані 30 м від навчального корпусу були збудовані кам'яні двоповерхові флігелі, в яких розміщувались канцелярія гімназії та квартира її директора, а в другому бібліотека і житло для вихователів гімназії. З жовтня 1919 р. в будинку розміщувався Волинський педагогічний інститут, Волинський інститут народної освіти (з 1920), Інститут соціального виховання (з 1929), Педагогічний (з 1934), Вчительський (з 1935), Педагогічний (з 1938), з 2004 р. — Житомирський державний університет імені Івана Франка. У роки Другої світової війни будинок був пошкоджений. В ході реконструкції у 1962 було добудовано третій поверх з куполом астрономічної обсерваторії. Наприкінці 1980-х споруджено новий корпус, в якому розмістилися історичний, філологічний та факультет підготовки вчителів початкових класів.

### Велика Бердичівська, №42/2
Знаходиться в центральній частині міста. Будинок цегляний, двоповерховий, побудований в комплексі споруд колишньої Житомирської чоловічої гімназії у 1860-х як будинок для казенних квартир дирекції та викладачів. З 1881 по 1885 разом із батьками (батько — Л. М. Омелянський був директором гімназії) в цьому будинку мешкав учень гімназії Василь Леонідович Омелянський, в майбутньому — мікробіолог, академік АН СРСР, почесний член ряду зарубіжних академій наук, автор першого вітчизняного підручника з мікробіології (1909). Після 1919 р. будинок було суттєво переплановано.

### Велика Бердичівська, №89
Пологовий притулок, у якому народився С. Т. Ріхтер
Південна частина міста. Вул. В. Бердичівська, 89. З відступом від лінії забудови вулиці, на невеликому узвишші. В 1901 р. на власний кошт житомирських меценатів братів М. і А. Дуриліних за проектом архітектора М. Лібровича збудований одноповерховий будинок в стилі модернізованого бароко. Призначення будинка — пологовий притулок для небагатих громадян міста. 20 березня 1915 в цьому будинку народився великий музикант 20 ст. — піаніст Святослав Теофілович Ріхтер. У наш час будинок було реставровано, планувалося створення в ньому музею мистецтва і літератури.